# Hotel California (album de Tyga)
Pour les articles homonymes, voir Hotel California.
Albums de Tyga
Careless World: Rise of the Last King
(2012) Fan of a Fan: The Album
(2015)
Singles
1. Dope
Sortie : 15 janvier 2013
2. For the Road
Sortie : 4 avril 2013
3. Show You
Sortie : 27 août 2013

Hotel California est le troisième album studio de Tyga, sorti le 9 avril 2013.
L'album s'est classé 1er au Top Rap Albums, 2e au Top R&B/Hip-Hop Albums, 4e au Top Digital Albums et 7e au Billboard 200.

## Liste des titres
| No  | Titre                                                                                 | Auteur | Contient un (des) sample(s) de                                            | Durée |
| --- | ------------------------------------------------------------------------------------- | --- | ------------------------------------------------------------------------- | ----- |
| 1.  | 500 Degrees (featuring Lil Wayne – Produit par Ryan Hunt)                             | Michael Stevenson, Dwayne Carter, Ryan Hunt, Jess Jackson                                                    | Fuckin' Problems d'A$AP Rocky featuring Drake, 2 Chainz et Kendrick Lamar | 3:45  |
| 2.  | Dope (featuring Rick Ross – Produit par FKi)                                          | M. Stevenson, William Roberts, M. Roberts, Andre Young, J. Jackson, Calvin Broadus, C. Wolfe                 | Deep Cover de Dr. Dre et Snoop Dogg Bandz a Make Her Dance de Juicy J     | 3:43  |
| 3.  | Get Loose (Produit par Ron Sizzle)                                                    | M. Stevenson, R. Smith                                                                                       |                                                                           | 2:47  |
| 4.  | Diss Song (Produit par SAP, Cool & Dre et Jess Jackson)                               | M. Stevenson, J. King, A. Lyon, M. Valenzano, J. Jackson, F. Hultin, O. Lindefelt                            |                                                                           | 4:50  |
| 5.  | Hit 'Em Up (featuring Jadakiss – Produit par DJ Mustard)                              | M. Stevenson, D. McFarlane, Jason Phillips, J. Jackson                                                       | Down for My Niggaz de C-Murder featuring Snoop Dogg et Magic              | 3:57  |
| 6.  | Molly (featuring Cedric Gervais, Wiz Khalifa et Mally Mall – Produit par Dez Dynamic) | M. Stevenson, Cameron Thomaz, J. Jackson, Jamal Rashid, D. Mapp, C. Depasquale                               | Molly de Cedric Gervais                                                   | 3:38  |
| 7.  | For the Road (featuring Chris Brown – Produit par Lil C et Mars)                      | M. Stevenson, Christopher Brown, Cordale Quinn, Lamar Edwards, J. Jackson, B. Alexander Morgan, J. Pastorius | Dear Mama de 2Pac                                                         | 4:03  |
| 8.  | Show You (featuring Future – Produit par Detail)                                      | M. Stevenson, Nayvadius Wilburn, N. Cash, J. Jackson, N. Fisher, B. Soko                                     |                                                                           | 4:29  |
| 9.  | It Neva Rains (featuring Game – Produit par Cool & Dre)                               | M. Stevenson, Jayceon Taylor, J. Jackson, A. Lyon, M. Valenzano, Timothy Riley, Raphael Saadiq               | It Never Rains (In Southern California) de Tony! Toni! Toné!              | 4:07  |
| 10. | M.O.E. (featuring Wiz Khalifa – Produit par FKi)                                      | M. Stevenson, C. Thomaz, M. Roberts, J. Jackson                                                              | Feelin' It de Jay-Z featuring Mecca                                       | 3:48  |
| 11. | Hijack (featuring 2 Chainz – Produit par Dupri)                                       | |                                                                           | 3:05  |
| 12. | Get Rich (Produit par Dupri)                                                          | M. Stevenson, R. Bell, J. Jackson                                                                            |                                                                           | 2:59  |
| 13. | Enemies (Produit par SAP)                                                             | M. Stevenson, J. King, J. Jackson, Corinne Bailey Rae, M. Leslie Hill                                        | Young & Foolish de The stiX featuring Corinne Bailey Rae                  | 3:50  |
| 14. | Drive Fast, Live Young (Produit par David D.A. Doman et Jess Jackson)                 | M. Stevenson, D. Doman, J. Jackson, Christian Berishaj                                                       |                                                                           | 5:35  |
| 15. | Palm Trees (Produit par The Olympicks)                                                | M. Stevenson, J. Cole, B. Parker, D. Stokes, B. Wicker, A. Reid, J. Jackson, J. James                        | Prelude a (60round) de Cortex                                             | 2:52  |

| 16. | Dad's Letter (Produit par Jess Jackson)                          | M. Stevenson, J. Jackson                                                    | 4:15 |
| 17. | Don't Hate tha Playa (Produit par David D.A. Doman)              | M. Stevenson, D. Doman, J. Jackson                                          | 3:38 |
| 18. | Switch Lanes (featuring Game – Produit par Laze & Royal et NICE) | M. Stevenson, J. Taylor, J. Jackson, B. Armstrong, J. Armstrong, A. Jackson | 3:40 |